# Анна Мария Магдалена фон Зайн-Витгенщайн-Хоенщайн
Анна Мария Магдалена фон Зайн-Витгенщайн-Хоенщайн (на немски: Anna Maria Magdalene von Sayn und Wittgenstein-Hohenstein; * 15 октомври 1641; † 16 февруари 1701 в Хоенщайн, Хесен-Дармщат) от фамилията Сайн-Витгенщайн е графиня от Зайн-Витгенщайн-Хоенщайн и Фалендар и чрез женитба граф иня на Графство Зайн-Витгенщайн-Берлебург.
Тя е дъщеря, единадесето дете на граф Йохан VIII фон Зайн-Витгенщайн-Хоенщайн (1601 – 1657) и съпругата му графиня Анна Августа фон Валдек-Вилдунген (1608 – 1658), дъщеря на граф Кристиан фон Валдек-Вилдунген (1585 – 1637) и графиня Елизабет фон Насау-Зиген (1584 – 1661).
Анна Мария Магдалена фон Зайн-Витгенщайн-Хоенщайн умира на 16 февруари 1701 г. на 59 години в Хоенщайн, Хесен-Дармщат.

## Фамилия
Анна Мария Магдалена фон Зайн-Витгенщайн-Хоенщайн се омъжва на 8 септември 1673 г. за Вилхелм Фридрих фон Зайн-Витгенщайн-Хомбург (* 16 август 1640; † 25 октомври 1698 в Хомбург), граф на Графство Зайн-Витгенщайн-Берлебург, господар на Хомбург, Фалендар-Ноймаген, син на граф Ернст фон Зайн-Витгенщайн-Хомбург († 1649) и първата му съпруга Елизабет фон Зайн-Витгенщайн († 1641), дъщеря на граф Лудвиг II фон Зайн-Витгенщайн-Витгенщайн († 1634). Те имат четири деца:
- Карл Фридрих (* 1674; † 27 март 1723), граф на Сайн-Витгенщайн-Хомбург, женен 1703 г. за графиня Мария Вилхелмина Елизабет фон Шьонбург-Мертола (* пр. 1700; † сл. 1723/1762), II. пр. 1706 г. за Диана Франциска Мария баронеса де Шолет де Кле
- София Елизабет Вилхелмина (* 20 август 1675; † 27 август 1712), омъжена на 8 декември 1705 г. за граф Хайнрих Алберт фон Зайн-Витгенщайн (* 6 ноември 1658; † 23 ноември 1723), син на чичо ѝ граф Густав фон Зайн-Витгенщайн-Хоенщайн (1633 – 1700) и Анна де Ла Плац (1634 – 1705)
- Карл Ернст (* 14 октомври 1677; † 2 юли 1704), убит при Донаувьорт
- Фридрих Лудвиг Магнус (1679 – 1682)